# Bayerisches Polizeiverwaltungsamt

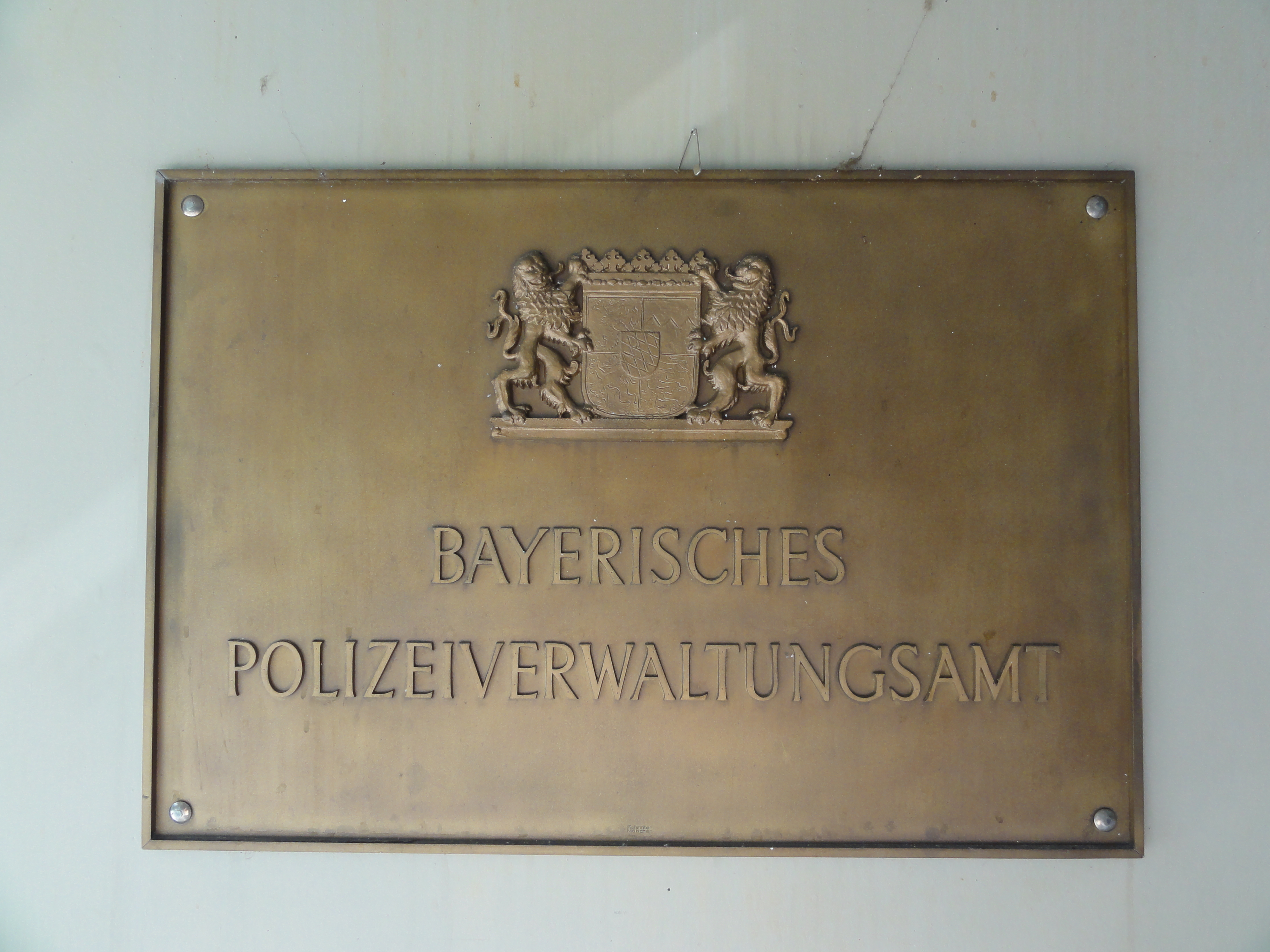
Plakette am Eingang des Hauptgebäudes in Straubing

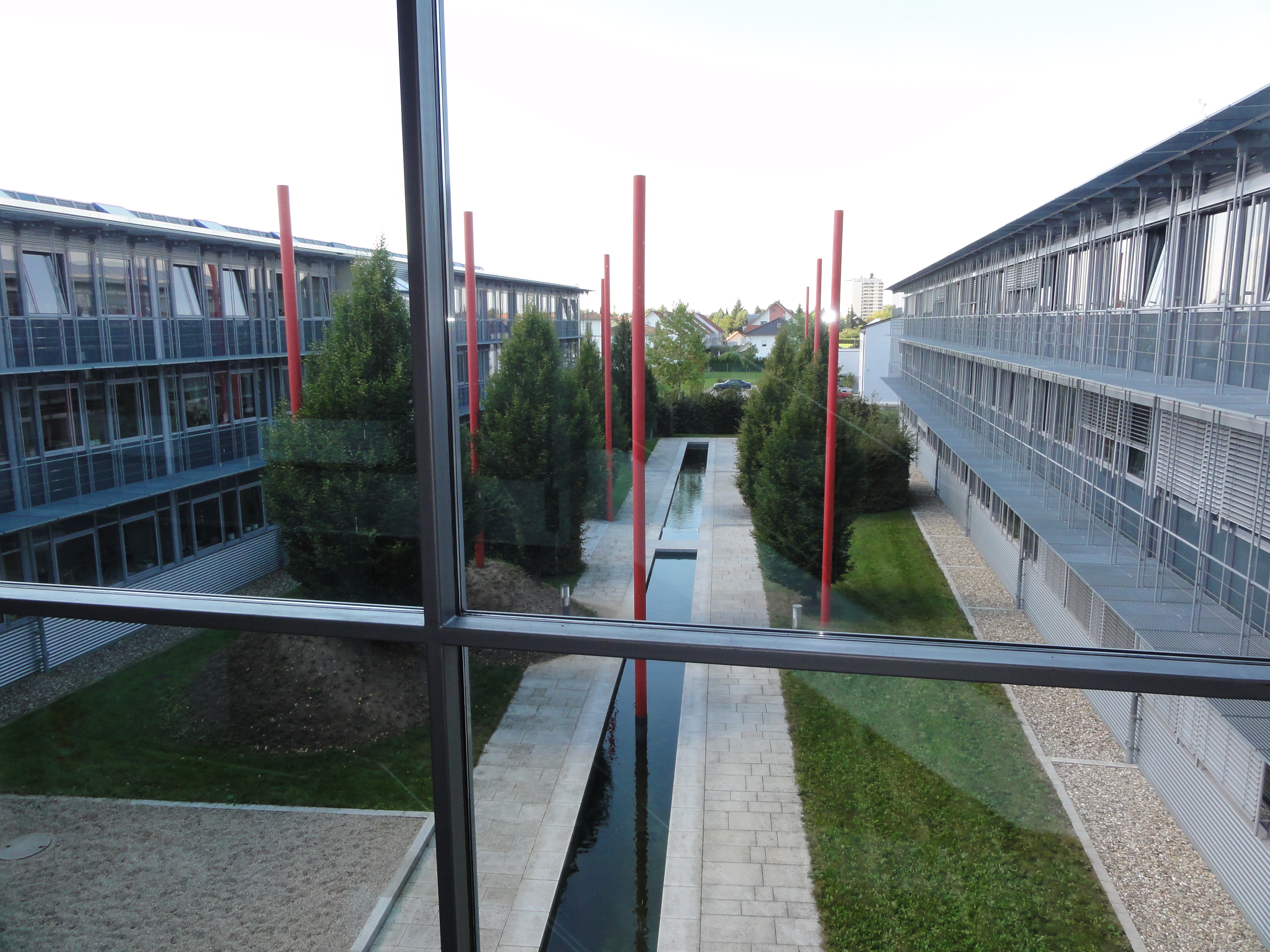
Teilansicht des Hauptgebäudes

Das Bayerische Polizeiverwaltungsamt (PVA) mit Sitz in Straubing ist zuständig für die Ahndung aller im Freistaat Bayern begangenen und festgestellten Verkehrsordnungswidrigkeiten.

## Geschichte
Die Behörde nahm als Landesbeschaffungsamt für Polizeiausrüstung am 1. Mai 1946 in München seine Arbeit auf. Im September 1968 wurde es in Bayerisches Polizeiverwaltungsamt umbenannt und erhielt weitere Aufgaben, wie beispielsweise Waffen- und Fernmeldewerkstätten. Eine bis heute bestehende Zuständigkeit erhielt das PVA ab dem 1. Januar 1969 mit der Errichtung der Zentrale Bußgeldstelle (ZBS). In den 1980er Jahren wurde die ZBS nach Viechtach verlegt. Auf Grundlage eines Ministerratsbeschlusses vom 31. März 1992 wurde das Polizeiverwaltungsamt von München nach Straubing verlegt. 1999 wurde es schrittweise vom Beschaffungs- zum Verkehrsamt umstrukturiert. Die zentrale Bearbeitung von Verkehrsordnungswidrigkeiten wurde ab 2005, von Alkoholverstößen durch Fahranfänger im Jahr 2007 und von bestimmten Verstößen gegen das Naturschutzgesetz und die Strahlenschutzverordnung im Jahr 2009 übernommen. Präsident des Bayerischen Polizeiverwaltungsamts ist seit 1. Februar 2015 der Ministerialrat Timo Payer in der Nachfolge von Gerold Mahlmeister.

## Organisation
Das Bayerische Polizeiverwaltungsamt ist unmittelbar dem Bayerischen Staatsministerium des Innern, für Sport und Integration, der obersten Aufsichtsbehörde der Bayerischen Polizei, untergeordnet.
Der Sitz des Polizeiverwaltungsamtes ist im Osten der niederbayerischen Stadt Straubing.
Das PVA ist im Wesentlichen in drei Abteilungen gegliedert:
- Allgemeine Verwaltung in Straubing (Abteilung I)
- Zentrale Verkehrsordnungswidrigkeitenstelle (ZVOWiS) in Straubing (Abteilung II)
- Zentrale Bußgeldstelle (ZBS) in Viechtach (Abteilung III)

Insgesamt beschäftigt das PVA ca. 500 Mitarbeiter.

## Zuständigkeiten
Die Abteilung II (Zentrale VOWi-Stelle) in Straubing ist zuständig für die Bearbeitung von schriftlichen Verwarnungen (bis zu einer Höhe von 55 Euro) und für die Vorarbeiten zum Erlass eines Bußgeldbescheides. Dies sind jährlich etwa drei Mio. Vorgänge.
Die Abteilung III (Zentrale Bußgeldstelle) in Viechtach ist für den Erlass von Bußgeldbescheiden zuständig (ab einer Höhe von 60 Euro), sowie für die Abwicklung des gesamten Bußgeldverfahrens. Jährlich werden ca. eine Mio. Bescheide erstellt.